# Ecser Károly
Ecser Károly (Cegléd, 1931. október 22. – Ceglédbercel, 2005. április 6.) súlyemelő, edző.

## Pályafutása
1954-től a Budapesti Dózsa, 1957-től a Vasas Izzó, 1962-től a Csepel Sport Club, majd 1965-től a Tatabányai Bányász Sport Club nehézsúlyú súlyemelője volt. 1962-től 1966-ig megszakítás nélkül minden évben megszerezte súlycsoportja magyar bajnoki címét. 1964-ben ő lett az első magyar súlyemelő, aki összetettben 500 kg feletti eredményt ért el. 1961-től 1966-ig szerepelt a magyar válogatottban. Részt vett az 1964. évi nyári olimpiai játékokon, ahol nehézsúly összetettben 5. helyezést ért el. 1965-ben két világversenyen is érmet szerzett, a teheráni világbajnokságon harmadik, a szófiai Európa-bajnokságon első helyezést ért el. Az aktív sportolástól 1969-ben vonult vissza.
1967-ben súlyemelőedzői oklevelet szerzett és visszavonulása után Leninvárosban, majd Cegléden edzőként tevékenykedett. Tanítványai közül Kőszegi György kétszeres világbajnok és olimpiai ezüstérmes lett.
Élete végén Ceglédbercelen élt.

## Sporteredményei
- olimpiai 5. helyezett (1964)
- világbajnoki 3. helyezett (1965)
- kétszeres világbajnoki 4. helyezett (1961, 1962)
- világbajnoki 5. helyezett (1964)
- világbajnoki 6. helyezett (1963)
- Európa-bajnok (1965)
- kétszeres Európa-bajnoki 2. helyezett (1962, 1964)
- Európa-bajnoki 3. helyezett (1961)
- nyolcszoros magyar bajnok (egyéni: 1961–1966; csapat: 1962, 1966)

## Díjai, elismerései
- A Magyar Népköztársaság Kiváló Sportolója (1962)[1]